# SNCB 13 sorozat
Az SNCB 13 sorozat egy belga Bo’Bo’  tengelyelrendezésű, kétáramnemű villamosmozdony-sorozat. Az SNCB üzemelteti. A mozdony az SNCF BB 36000 sorozat egyik változata. Belgiumban egyaránt használják személy- és tehervonatok vontatására, továbbá nemzetközi vonatokat is továbbít Belgiumból Franciaországba, Hollandiába, Luxemburgba. A holland szakaszon pár km-en a teljesítménye erősen visszaesik az ottani 1500 V egyenáram miatt. A belga HSL 2 nagysebességű vasútvonalon pedig 200 km/h-val gyorsvonatokat vontat Brüsszel és Liège között.
A típust a Luxemburgi Államvasutak is üzemelteti mint CFL 3000 sorozat.